# Blok Skaff
Blok Skaff lub Blok Ludowy − libańskie ugrupowanie polityczne pod przywództwem Eliasa Skaffa, zrzeszające prosyryjskich polityków z Zahle. Po wyborach do Zgromadzenia Narodowego w 2005 roku 5 członków (Assem Araji, Georges Kassarji, Camille Maalouf, Elias Skaff i Hassan Yacoub) należało do parlamentarnego Bloku Zmian i Reform.